# Prélature territoriale de São Félix
La prélature territoriale de São Félix (en latin : Praelatura Territorialis Sancti Felicis ; en portugais : Prelazia de São Félix) est une prélature territoriale de l'Église catholique en Brésil, suffragante de l'archidiocèse de Cuiabá.

## Évêques
- Pedro Casaldáliga, C.M.F. † (1971 - 2005)
- Leonardo Ulrich Steiner, O.F.M. (2005 - 2011)
- Adriano Ciocca Vasino (en) (21 mars 2012 - 13 mars 2024 démission)
- Lucio Nicoletto (13 mars 2024 - )